# Stanisław Frybes
Stanisław Frybes (ur. 4 grudnia 1922 w Stanisławowie, zm. 27 stycznia 2013) – polski historyk literatury i prasy lwowskiej XIX wieku, prof. dr hab. nauk filologicznych. Organizator i dyrektor Centrum Języka Polskiego i Kultury Polskiej dla Cudzoziemców „Polonicum” na Uniwersytecie Warszawskim oraz Ośrodka Kultury Polskiej na Sorbonie. Sprawiedliwy wśród Narodów Świata.

## Życiorys

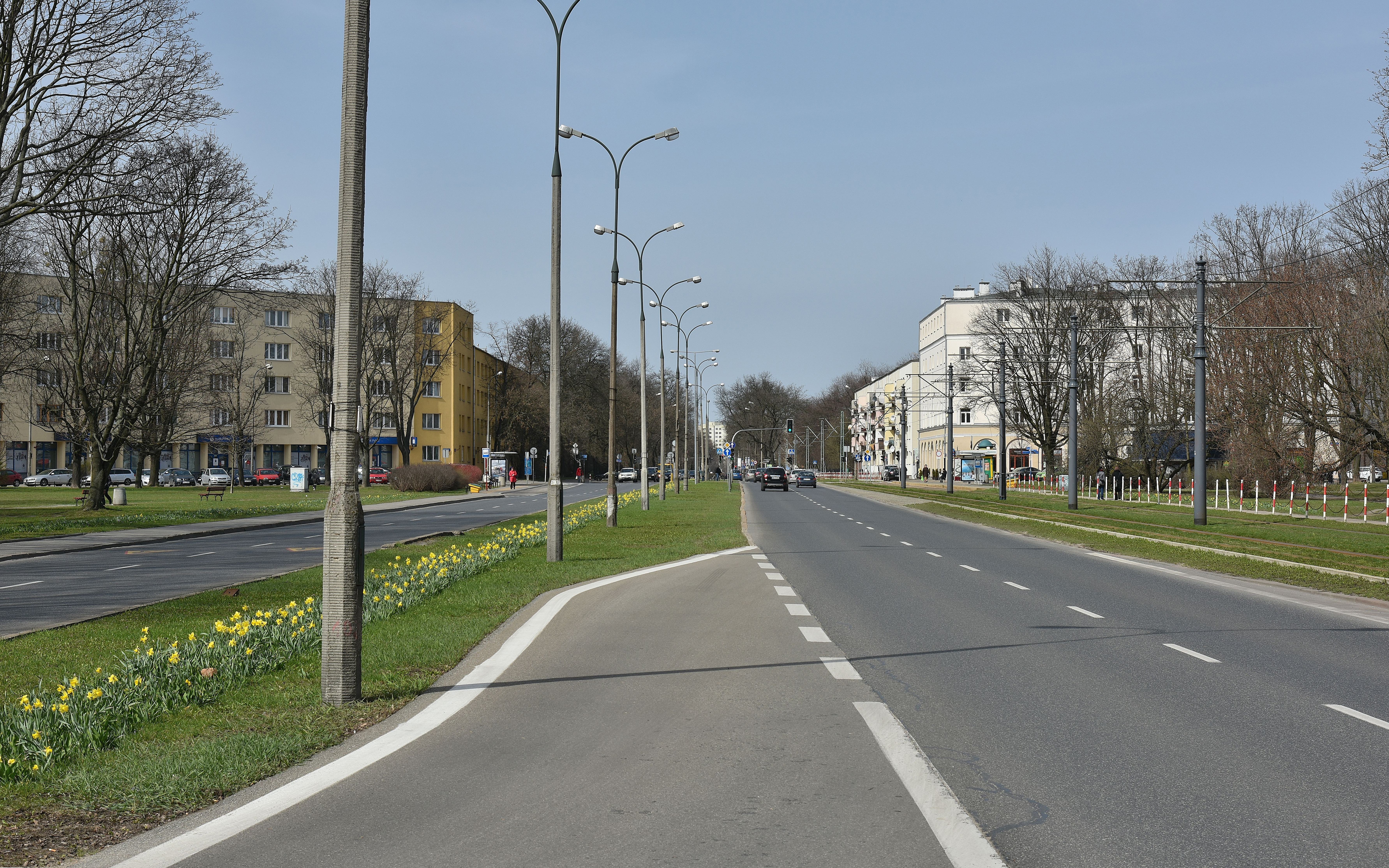
Ulica Adama Mickiewicza w Warszawie. Mieszkanie Wilhelminy Skroczyńskiej znajdowało się w żółtym budynku w głębi zdjęcia.

### Dzieciństwo
Urodzony 4 grudnia 1922 r. w Stanisławowie jako syn urzędnika bankowego, Mariana Frybesa oraz Marii z Sierakowiczów, nauczycielki. Wychował się w Poznaniu i Galicji Wschodniej. Osierocony przez matkę w wieku siedmiu lat, przeniósł się z ojcem do Żurawna nad Dniestrem, gdzie ten przez rok pracował jako zarządca dóbr Czartoryskich. Następnie Frybesowie mieszkali w Jarosławiu, gdzie Marian był wicedyrektorem w Polskim Banku Handlowym. Ostatecznie w II. poł. lat 30. XX w. rodzina osiedliła się w Warszawie, gdzie ojciec Stanisława został zatrudniony w Zakładzie Ubezpieczeń Społecznych. Marian Frybes zmarł przed wybuchem II wojny światowej, gdy Stanisław miał siedemnaście lat.

### Edukacja
Frybes uczęszczał kolejno do szkoły powszechnej w Poznaniu i szkoły ludowej w Żurawnie. Rok szkolny 1935/1936 odbył w Państwowym Gimnazjum nr 1 w Stanisławowie. Po przeniesieniu się do Warszawy uczęszczał tamże do Gimnazjum im. Stanisława Staszica. Ukończył warszawskie Liceum im. Adama Mickiewicza, maturę zdając na tajnych kompletach. Podczas okupacji niemieckiej rozpoczął studia polonistyczne na tajnych kompletach Uniwersytetu Warszawskiego.

### Losy podczas II wojny światowej
Po rozpoczęciu okupacji niemieckiej utrzymywał się z udzielania korepetycji. Mieszkał u znajomych, w tym Wilhelminy Skroczyńskiej. Na jesieni 1940 r. przetransportował z warszawskiego getta do mieszkania Skroczyńskiej przy ul. Mickiewicza 25 matkę i córkę o nazwisku Pauszer, którym następnie zostało znalezione mieszkanie. Frybes udzielał pomocy ukrywającym się Żydom poprzez dostarczanie aprowizacji, dokumentów oraz korespondencji, a także pomagając w znajdowaniu dla nich mieszkań.
Od marca 1943 udzielał też pomocy żydowskiej rodzinie Wyszewiańskich oraz innym uciekinierom z getta. Samuel Wyszewiański znalazł schronienie u rodziny Sikorskich: matki Władysławy oraz jej córek; Jadwigi, Joanny i Kamili. W mieszkaniu wynajmowanym wówczas od Julii Baranowskiej przez Frybesa przy ul. Mickiewicza 27, miejscu organizowania tajnych kompletów, ukrył on Leona Wyszewiańskiego. W nocy 19 grudnia 1943 r. Frybes został aresztowany przez niemieckich żandarmów pod tym adresem razem z Leonem Wyszewiańskim i Stanisławą Trytes oraz grupą uczniów podchorążówki Polskiej Partii Socjalistycznej WRN. Osadzony na Pawiaku, w styczniu 1944 r. został wypuszczony z aresztu po wpłaceniu okupu. Przed wybuchem powstania warszawskiego ewakuował się ze stolicy razem ze swoimi uczniami.

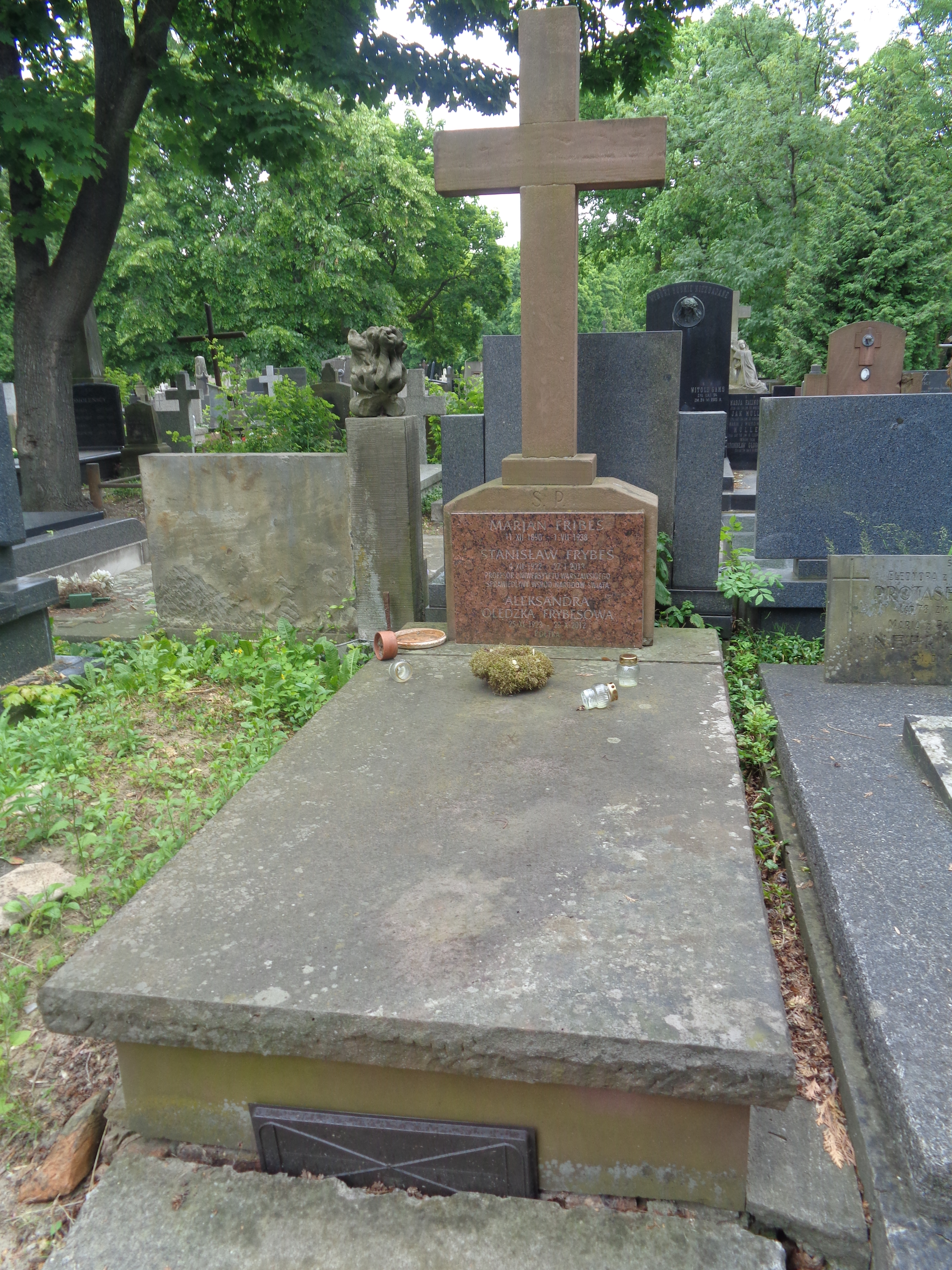
Grób Stanisława Frybesa na Cmentarzu Powązkowskim.

### Kariera naukowa
Podczas miesiąca studiów na Uniwersytecie Jagiellońskim Frybes otrzymał od prof. Juliana Krzyżanowskiego propozycję asystentury na Uniwersytecie Warszawskim. Pod jego kierownictwem współtworzył biblioteki seminarium historyczno-polonistycznego UW, korzystając z duplikatów Biblioteki Jagiellońskiej. Powrócił do Warszawy, po czym w 1946 uzyskał tytuł magistra polonistyki i podjął się pracy dydaktycznej na Uniwersytecie Warszawskim. Doktoryzowany w 1950, uzyskał nominację na stanowisko docenta UW w 1955 r. Prowadzone przez niego w 1956 r. Międzynarodowe Kursy dla Slawistów zostały przekształcone w 1960 r. w Studium Języka i Kultury Polskiej dla Cudzoziemców. Lata 1965–1971 spędził z żoną Aleksandrą Olędzką-Frybesową we Francji, gdzie był dyrektorem sorbońskiego Ośrodka Kultury Polskiej, a w latach 1967–1971 był wykładał tamże. Następnie w latach 1971–1974 kierownik Zakładu Filologii Polskiej w filii białostockiej UW. Członek i sekretarz Komisji Badań nad Życiem Literackim. W latach 1978–1980 wykładał na Université Blaise-Pascal w Clermont-Ferrand. W latach 80. na nowo podjął się pracy dydaktycznej na UW. Prowadził Pracownię Badań Literackiej Kultury Mniejszości. W latach 1986–1987 ponownie wykładał w Clermont-Ferrand. Po powrocie został członkiem komisji podręcznikowej polsko-żydowskiej komisji podręcznikowej. W 1992 r. Frybes uzyskał tytuł profesora nauk filologicznych. Zmarł 23 stycznia 2013 r. Został pochowany na Cmentarzu Powązkowskim w Warszawie.

#### Główne kierunki badań
Prace Frybesa skupiały się wokół życia literackiego Galicji II poł. XIX w., a także historii UW i humanistyki polskiej. Również edytował utwory J. Lama i I. Maciejowskiego („Sewera”).

### Odznaczenia
4 sierpnia 1997 r. Stanisław Frybes został uznany przez Jad Waszem za Sprawiedliwego wśród Narodów Świata. Odznaczenie zostało także przyznane współpracującym z nim Wilhelminie Skroczyńskiej (1985 r.) oraz Władysławie, Jadwidze i Joannie Sikorskim (1985 r.)